# Lijst van oorlogsmonumenten in Het Hogeland
De Nederlandse gemeente Het Hogeland heeft 25 oorlogsmonumenten. Hieronder een overzicht.
| Nr.                             | Object                                                                                         | Herdachte groep                                                                          | Ontwerper                                                  | Onthulling        | Type            | Locatie                              | Plaats                            | Coördinaten                   | Foto                            |
| ------------------------------- | ---------------------------------------------------------------------------------------------- | ---------------------------------------------------------------------------------------- | ---------------------------------------------------------- | ----------------- | --------------- | ------------------------------------ | --------------------------------- | ----------------------------- | ------------------------------- |
| 1240                            | Oorlogsmonument                                                                                | burgerslachtoffers, vervolgden Nederland                                                 |                                                            |                   | plaquette       | Achtervalge, 9965 TJ                 | Leens                             | 53° 21' 43" NB, 6° 22' 52" OL |                                 |
| 1241                            | Joods monument                                                                                 | vervolgden Nederland                                                                     | D.J. Tinga                                                 | 12 mei 1997       | gedenksteen     | Jodengang 27, 9967 SJ                | Eenrum                            | 53° 21' 53" NB, 6° 27' 31" OL | Joods monument                  |
| 1242                            | Monument bij de N.H. kerk                                                                      | vervolgden Nederland                                                                     | Saskia Thomassen-van Bruggen                               |                   | zuil            | Kerkstraat, 9967 RK                  | Eenrum                            | 53° 21' 53" NB, 6° 27' 36" OL | Monument bij de N.H. kerk       |
| 1243                            | Oorlogsmonument                                                                                | burgerslachtoffers                                                                       |                                                            |                   | gedenksteen     | Sint Jansstraat 8, 9977 RT           | Kloosterburen                     | 53° 23' 12" NB, 6° 23' 34" OL | Oorlogsmonument                 |
| 1598                            | Monument aan het Boterdiep WZ                                                                  | burgerslachtoffers, verzet Nederland                                                     | Ir. Oom, Kuipers                                           | 4 mei 1949        | gedenksteen     | Boterdiep WZ 45, 9785 AL             | Zuidwolde                         | 53° 15' 39" NB, 6° 35' 32" OL | Monument aan het Boterdiep WZ   |
| 1785                            | Gevelsteen bij De Boog                                                                         | algemeen                                                                                 |                                                            |                   | gedenksteen     | Hoofdstraat Obergum 2, 9951 AH       | Winsum                            | 53° 19' 58" NB, 6° 30' 53" OL | Gevelsteen bij De Boog          |
| 1786                            | Verzetsmonument                                                                                | verzet Nederland                                                                         | Coen Schilt                                                | 1946              | beeld/sculptuur | Kostergang 3, 9953 PE                | Baflo                             | 53° 21' 45" NB, 6° 30' 51" OL | Verzetsmonument                 |
| 1789                            | Bevrijdingsmonument                                                                            | verzet Nederland,Geallieerde militairen,Burgerslachtoffers,Algemeen,Vervolgden Nederland | Wladimir de Vries (beeldhouwer), D.J. Tinga (ontwerp muur) | 1948              | beeld/sculptuur | Regnerus Praediniusstraat 9, 9951 CA | Winsum                            | 53° 19' 50" NB, 6° 30' 52" OL | Bevrijdingsmonument             |
| 1790                            | Joods monument                                                                                 | vervolgden Nederland                                                                     |                                                            | 4 mei 1993        | overig          | Schoolstraat 24, 9951 EL             | Winsum                            | 53° 18' 30" NB, 6° 26' 39" OL | Joods monument                  |
| 1821                            | Jozef en Regina                                                                                | vervolgden Nederland                                                                     | Marian Hangyi                                              | 4 mei 2001        | plaquette       | Boterdiep Wz 13, 9781 EH             | Bedum                             |                               | Jozef en Regina                 |
| 1828                            | Oorlogsmonument                                                                                | algemeen                                                                                 |                                                            | 4 mei 1995        | zuil            | Schoolstraat 2, 9781 JL              | Bedum                             | 53° 18' 3" NB, 6° 36' 4" OL   | Oorlogsmonument                 |
| 1829                            | Razzia in Bedum                                                                                | burgerslachtoffers, verzet Nederland                                                     |                                                            | 25 april 1989     | plaquette       | Boterdiep Wz, 9781 EH                | Bedum                             | 53° 18' 29" NB, 6° 36' 1" OL  | Razzia in Bedum                 |
| 1832                            | Gedenkraam in het gemeentehuis                                                                 | algemeen, burgerslachtoffers                                                             | H.W.G. ten Hoopen, Glaszaak Koster nv.                     |                   | glas-in-lood    | Schoolstraat 1, 9781 JL              | Bedum                             | 53° 18' 2" NB, 6° 36' 4" OL   |                                 |
| 1964                            | Oorlogsmonument                                                                                | burgerslachtoffers                                                                       | Thees Meesters                                             | 17 april 1950     | zuil            | Plantsoenweg 13, 9771 AC             | Sauwerd                           | 53° 17' 33" NB, 6° 32' 1" OL  | Oorlogsmonument                 |
| 2382                            | Monument op het Kerkplein                                                                      | algemeen, burgerslachtoffers                                                             | Thees Meesters                                             |                   | gedenksteen     | Kerkplein, 9981 JA                   | Uithuizen                         | 53° 24' 25" NB, 6° 40' 24" OL | Monument op het Kerkplein       |
| 2707                            | Verzetsmonument                                                                                | verzet Nederland                                                                         | Thees Meesters                                             |                   | plaquette       | Langestraat 23, 9995 PD              | Kantens                           | 53° 21' 57" NB, 6° 38' 8" OL  |                                 |
| 2709                            | Oorlogsmonument                                                                                | militairen in dienst van het Ned. Kon. 1940-1945, vervolgden Nederland, verzet Nederland |                                                            |                   | gedenkmuur      | Raadhuisstraat, 9988 RE              | Usquert                           | 53° 24' 13" NB, 6° 36' 37" OL | Oorlogsmonument                 |
| 2710                            | Plaquette voor Benjamin Broekema                                                               | vervolgden Nederland                                                                     |                                                            | 29 september 2001 | plaquette       | Oosterstraat 7, 9989 AB              | Warffum                           | 53° 23' 28" NB, 6° 33' 50" OL |                                 |
| 2749                            | Monument voor Aldert Schut                                                                     | algemeen                                                                                 |                                                            |                   | gedenksteen     |                                      | Winsum                            | 53° 19' 53" NB, 6° 30' 57" OL | Monument voor Aldert Schut      |
| 2868                            | Oorlogsmonument                                                                                | algemeen                                                                                 | Rinus Meijer                                               |                   | gedenksteen     | Vlasakker, 9982 HG                   | Uithuizermeeden                   | 53° 24' 56" NB, 6° 43' 31" OL |                                 |
| 2869                            | Monument voor Benjamin Broekema                                                                | burgerslachtoffers, vervolgden Nederland                                                 |                                                            |                   | beeld/sculptuur | B.H. Broekemastraat, 9989 BG         | Warffum                           | 53° 23' 24" NB, 6° 33' 24" OL | Monument voor Benjamin Broekema |
| 2870                            | Oorlogsmonument                                                                                | burgerslachtoffers                                                                       |                                                            |                   | gedenksteen     | Noorderstraat 22, 9989 AA            | Warffum                           | 53° 23' 35" NB, 6° 33' 31" OL |                                 |
| 2871                            | Joods monument                                                                                 | burgerslachtoffers, vervolgden Nederland                                                 | Ekke Kleima                                                |                   | gedenksteen     | Noorderstraat 22, 9989 AA            | Warffum                           | 53° 23' 35" NB, 6° 33' 31" OL |                                 |
| Dit oorlogsmonument op Wikidata | Vredesmonument                                                                                 | algemeen                                                                                 |                                                            | 2015              | gedenksteen     | Oude Dijk                            | Den Andel                         |                               | Vredesmonument                  |
|                                 | Monument ter herinnering aan de razzia van 25 april 1944 aan gevel voormalig Logement Alderts. | vervolgden Nederland                                                                     | Natasja Bennink                                            | 25 april 2023     | beeld/sculptuur | Hoofdstraat Winsum 2A                | Winsum                            | 53° 19' 55" NB, 6° 30' 52" OL |                                 |
| Dit oorlogsmonument op Wikidata | Stolpersteine                                                                                  | vervolgden Nederland                                                                     | Gunter Demnig                                              |                   | relief          |                                      | Bedum, Eemsmond, De Marne (Ulrum) |                               |                                 |

Eemsdelta ·
Groningen ·
Het Hogeland ·
Midden-Groningen ·
Oldambt ·
Pekela ·
Stadskanaal ·
Veendam ·
Westerkwartier ·
Westerwolde